# Estación de Gran Vía
Gran Vía es una estación de las líneas 1 y 5 del Metro de Madrid ubicada bajo la Gran Vía, en el distrito Centro, bajo la Red de San Luis, plazuela donde confluyen la Gran Vía y las calles de Fuencarral, Hortaleza y Montera.

## Historia
Los andenes de la línea 1 fueron abiertos al público en 1919 con el nombre de Red de San Luis al inaugurarse el servicio de metro en la ciudad. No existía todavía como tal la Gran Vía, pero un año después adoptó ese nombre. Durante la dictadura franquista se cambió el nombre de la estación por el de José Antonio, al igual que se había cambiado el nombre de la Gran Vía por el de Avenida de José Antonio (en alusión a José Antonio Primo de Rivera).
El 26 de febrero de 1970 se inauguraron los andenes de la línea 5 directamente con el nombre de José Antonio, siendo puestos en servicio el lunes 2 de marzo del mismo año, y catorce años más tarde, en 1984, la estación retomó el nombre de Gran Vía.
Durante muchos años la imagen de esta estación fue la del templete que albergaba los ascensores, obra del arquitecto Antonio Palacios. Era de granito pulimentado y tenía una marquesina de hierro y cristal. Para utilizar el ascensor había que pagar unos céntimos. El vestíbulo original, también obra de Palacios, estaba decorado con azulejos. Cuando se desmanteló el templete en 1972 fue trasladado a Porriño (Pontevedra), pueblo natal del arquitecto. Posteriormente, con la reforma integral de 2018 se realizó el proyecto de instalar una réplica del mismo en su ubicación original. Durante las obras aparecieron los restos originales de dicho templete, concretamente el hueco de sus ascensores, situado en el extremo de la calle Montera con la Gran Vía.
Desde el 3 de julio de 2016, los andenes de la línea 1 de la estación permanecieron cerrados por obras de mejora de las instalaciones en la línea entre las estaciones de Plaza de Castilla y Sierra de Guadalupe. La finalización de las obras estaba prevista para el 12 de noviembre de 2016, siendo los andenes de la estación reabiertos el 13 de noviembre, al finalizarse los trabajos y restablecerse el servicio en el último tramo de la línea 1 en abrirse, entre las estaciones de Cuatro Caminos y Atocha Renfe. En ese tramo, las actuaciones llevadas a cabo fueron: la impermeabilización y consolidación del túnel, el más antiguo del suburbano madrileño, que fue reforzado mediante inyecciones de cemento y proyecciones especiales de hormigón con mallas metálicas de apoyo, y la instalación de la catenaria rígida, así como el montaje del resto de instalaciones y servicios. Desde julio del 2017, la línea 5 permaneció cerrada y se reabrió en septiembre.
Entre 2018 y 2021 se realizaron obras estructurales para conectar la estación a través de un largo corredor que discurre en paralelo con el tramo de la calle de la Montera con la estación de Cercanías Madrid de Sol, para favorecer así la intermodalidad Metro-Cercanías.

### Reforma
Desde el 20 de agosto de 2018 hasta el 16 de julio de 2021, la estación permaneció cerrada por obras para hacerla accesible a personas con movilidad reducida, conectarla con la estación de Sol de Cercanías Madrid, y abrir una réplica del ascensor original, con el templete de Antonio Palacios, además de otras obras de mantenimiento. Aunque no se podía acceder a la estación, los trenes (tanto los de la línea 1 como los de la 5) siguieron pasando por ella sin hacer parada.
Originalmente, después de asegurarse de forma reiterada desde el gobierno autonómico que la reforma no comportaría el cierre de la estación, la fecha de finalización de las obras estaba prevista para abril de 2019, pero luego se retrasó a mediados de octubre, el primer trimestre de 2020, marzo de 2020 y «finales de 2020 o inicios de 2021». La crisis del COVID-19 aplazó los avances en las obras y la fecha de reapertura. El 16 de noviembre de 2020, la Comunidad de Madrid anunció que las obras de la reforma podrían finalizar en el verano de 2021, acotándose, tras un anuncio el 7 de abril de 2021, al mes de julio. El 3 de junio se anunció la fecha definitiva de la apertura de la estación, el 16 de julio de 2021.

## Accesos
Vestíbulo Antonio Palacios
- Gran Vía C/ Gran Vía, 25
- Hortaleza C/ Montera, 48. Cerca de C/ Hortaleza
- Fuencarral C/ Gran Vía, 28 (semiesquina C/ Fuencarral)
- Ascensor C/ Montera, 47

## Líneas y conexiones

### Metro
| << cabecera        | < estación | línea | estación > | cabecera >>   |
| ------------------ | ---------- | ----- | ---------- | ------------- |
| Pinar de Chamartín | Tribunal   |       | Sol        | Valdecarros   |
| Alameda de Osuna   | Chueca     |       | Callao     | Casa de Campo |

### Cercanías
| destino                               | < estación         | línea | estación > | destino  |
| ------------------------------------- | ------------------ | ----- | ---------- | -------- |
| Chamartín                             | Nuevos Ministerios |       | Atocha     | Aranjuez |
| Alcobendas-San Sebastián de los Reyes | Nuevos Ministerios |       | Atocha     | Parla    |
| Colmenar Viejo                        | Nuevos Ministerios |       | Atocha     | Parla    |

### Autobuses
| Diurnos   |                        |                       |
| Línea     | Destino                | Parada                |
| 1         | Prosperidad            | 724 GRAN VÍA-MONTERA  |
| 2         | Manuel Becerra         | 724 GRAN VÍA-MONTERA  |
| 3         | San Amaro              | 724 GRAN VÍA-MONTERA  |
| 46        | Sol / Sevilla          | 724 GRAN VÍA-MONTERA  |
| 74        | Parque de las Avenidas | 724 GRAN VÍA-MONTERA  |
| 146       | Los Molinos            | 724 GRAN VÍA-MONTERA  |
| 001       | Estación de Atocha     | 724 GRAN VÍA-MONTERA  |
| 1         | Cristo Rey             | 4094 GRAN VÍA-MONTERA |
| 2         | Reina Victoria         | 4094 GRAN VÍA-MONTERA |
| 46        | Moncloa                | 4094 GRAN VÍA-MONTERA |
| 74        | Pº Pintor Rosales      | 4094 GRAN VÍA-MONTERA |
| 146       | Callao                 | 4094 GRAN VÍA-MONTERA |
| 001       | Moncloa                | 4094 GRAN VÍA-MONTERA |
| 002       | Argüelles              | 4094 GRAN VÍA-MONTERA |
| 002       | Puerta de Toledo       | 4096 METRO GRAN VÍA   |
| Nocturnos |                        |                       |
| Línea     | Destino                | Parada                |
| N16       | Cibeles                | 724 GRAN VÍA-MONTERA  |
| N18       | Cibeles                | 724 GRAN VÍA-MONTERA  |
| N19       | Cibeles                | 724 GRAN VÍA-MONTERA  |
| N20       | Cibeles                | 724 GRAN VÍA-MONTERA  |
| N21       | Cibeles                | 724 GRAN VÍA-MONTERA  |
| N16       | La Peseta              | 4094 GRAN VÍA-MONTERA |
| N18       | Las Águilas            | 4094 GRAN VÍA-MONTERA |
| N19       | Colonia San Ignacio    | 4094 GRAN VÍA-MONTERA |
| N20       | Pitis                  | 4094 GRAN VÍA-MONTERA |
| N21       | Arroyo del Fresno      | 4094 GRAN VÍA-MONTERA |

## Galería (aspectos de la estación tras la reforma de 2018-2021)
|                                                 |
| Nuevo vestíbulo principal, con pantalla gigante |

|                   |
| Emblema de Madrid |

|                         |
| Nuevos tornos de acceso |

|                                 |
| Nuevos expendedoras de billetes |

|                                  |
| Vitrina con restos arqueológicos |

|                                                       |
| Cabeza cerámica de un león, de la decoración original |